# Años 1630 a. C.
La década de los años 1630 a. C. comenzó el 1 de enero de 1639 a. C. y terminó el 31 de diciembre de 1630 a. C.

Corresponde al siglo XVII a. C.